# Нгуєн Хюе
Імператор Нгуєн Хюе (в'єтнам. Nguyễn Huệ; нар. 1752, Біньдінь — пом. 16 вересня 1792, Хюе), також відомий як імператор Куанг Чунг, або Нгуєн Куанг Бінь — 2-й імператор в'єтнамської династії Тейшон (1788—1792). Один із найуспішніших полководців в історії В'єтнаму. Нгуєн Хюе та його брати, Нгуєн Няк і Нгуєн Ли, разом відомі як брати Тейшон, були лідерами повстання Тейшон. Як повстанці, вони завоювали В'єтнам, повалили імператорську династію Ле і двух суперників феодальних будинків Нгуєн на півдні і Чинь на півночі. 
Після кількох років постійної військової кампанії та правління Нгуєн Хюе помер у віці 40 років. До своєї смерті він планував продовжити свій похід на південь, щоб знищити армію Нгуєн Тхе-то, спадкоємця Нгуєнов, що залишився.
Смерть Нгуєна Хюе ознаменувала початок падіння династії Тейшон. Його наступники не змогли здійснити планів, які він розробив для управління В'єтнамом. Тейшонська династія була скинута своїм ворогом, Нгуєном Тхе-то, який заснував імператорську династію Нгуєн у 1802 році.